# Ara guadeloupensis
L'ara delle Piccole Antille (Ara guadeloupensis), nota anche come ara di Guadalupa, è una specie estinta di ara dell'isola antillana di Guadalupa. Venne descritta nei dettagli per la prima volta da Jean-Baptiste Du Tertre nel 1654 e nel 1657 e in seguito, nel 1742, da Jean Baptiste Labat. Questa specie aveva una colorazione simile a quella dell'ara scarlatta, comunque, era più piccola ed aveva la coda rossa e delle chiazze gialle sulle ali. L'ara delle Piccole Antille era endemica delle isole di Guadalupa e Martinica, che fanno parte delle Piccole Antille. Rothschild distinse due diverse are, l'ara mitica (Ara (sic!) purpurascens) e l'ara gialla e blu della Martinica (Anadorhynchus (sic!) martinicus) (sinonimi: Ara erythrura, Ara martinica). Oggi è difficile intuire se queste specie differissero veramente. A partire dal 1760 l'ara delle Piccole Antille divenne estremamente rara e poco dopo si estinse.